# إشتفان سابو (راكب الكنو)
إشتفان سابو (بالمجرية: Szabó István)‏ هو راكب الكنو مجري، ولد في 15 يونيو 1950 في بودابست في المجر.

## وصلات خارجية
- استفان زابو على موقع اللجنة الأولمبية الدولية (الإنجليزية)
- استفان زابو على موقع أوليمبيديا (الإنجليزية)
- استفان زابو على موقع اللجنة الأولمبية المجرية (الهنغارية)